# Годери, Мартье
Мартье Годери (нидерл. Maartje Goderie, родилась 5 апреля 1984 года в Хертогенбосе) — нидерландская хоккеистка на траве, полузащитница клуба «Хертогенбос». Игрок сборной Нидерландов в 2004—2012 годах. Чемпионка летних Олимпийских игр 2008 и 2012 года, чемпионка мира 2006 года, двукратная чемпионка Европы, трёхкратная победительница Трофея чемпионов.

## Спортивная карьера
Воспитанница клуба «Влейменсе». В 1994 году начала выступать в детских командах клуба «Хертогенбос». Представляет ныне её основной состав. Отличается скоростью и техникой, играет в нападении и в полузащите (в том числе и на фланге).
22 августа 2008 года именно гол Годери помог Нидерландам выиграть финал Олимпийских игр против Китая. Через 4 года Годери выиграла и Олимпиаду в Лондоне. Всего за свою карьеру Мартье выиграла чемпионат мира в 2006 году в Испании, трижды Трофей чемпионов (2004, 2005, 2007) и два чемпионата Европы (2005 и 2011). За победу на Олимпиаде награждена орденом Оранских-Нассау в 2012 году. 13 ноября 2012 года объявила об уходе из сборной, в апреле 2013 года была названа лучшим спортсменом года.

## Личная жизнь
В 2013 году окончила университет Неймегена со степенью магистра в области психологии развития.